# Comarca d'Ordes
La Comarca d'Ordes és una comarca de Galícia situada al centre de la província de la Corunya. Limita amb la comarca de la Corunya al nord, amb la comarca de Betanzos a l'est, amb Bergantiños a l'oest, i amb les comarques d'Arzúa i Santiago al sud. En formen part els municipis de:
- Cerceda
- Frades
- Mesía
- Ordes
- Oroso
- Tordoia
- Trazo